# Kirche von Hyvinkää
Die Kirche von Hyvinkää

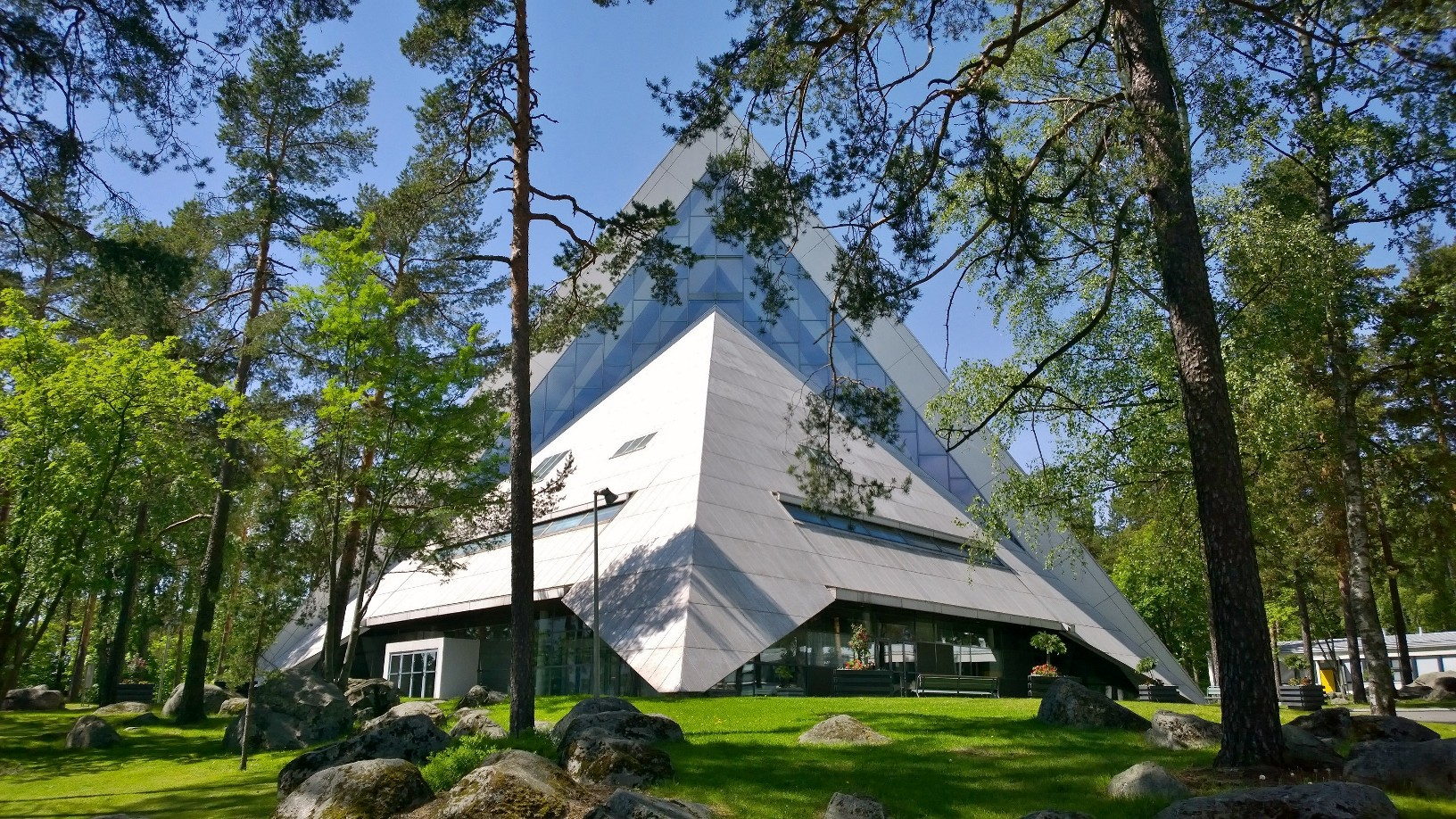
(Neue) Kirche von Hyvinkää

(finnisch Hyvinkään kirkko), auch: Neue Kirche von Hyvinkää (im Unterschied zur Alten Kirche von Hyvinkää), ist eine moderne Kirche der Evangelisch-Lutherischen Kirche Finnlands in der Stadt Hyvinkää, Finnland.

## Aufbau der Kirche
Das pyramidenförmige Gebäude ist die Hauptkirche der Kirchengemeinde Hyvinkää und eine der bekanntesten Sehenswürdigkeiten von Hyvinkää. Sie befindet sich in der Mitte der Hämeenkatu, der Hauptstraße der Stadt. Die Kirche wurde von Aarno Ruusuvuori entworfen und am 19. Januar 1961 eingeweiht. Die Kirche von Hyvinkää ist 32 Meter hoch und hat eine Fläche von 1.779 m².
Die wichtigsten Baumaterialien sind Beton, Marmor und Douglasienholz. Alle Formen sind dreieckig, um die Dreifaltigkeit zu symbolisieren.
Große Fenster sorgen für eine Beleuchtung mit natürlichem Licht. Die Beleuchtung des Kirchenschiffs ist so konzipiert, dass die Aufmerksamkeit auf den Altar gelenkt wird. Das Altarretabel ist ein Fenster, das den Blick auf den Kirchenpark freigibt. Auf dem Altar befindet sich ein niedriges Kreuz. Das Kirchenschiff hat 630 Sitzplätze, die Orgelbalustrade und der obere Saal bieten Platz für weitere 250 Personen.
Die Orgel hat 35 Register und wurde im Jahr 1977 durch Hans Heinrich geliefert.

## Architektur
Die Kirche und das Gemeindezentrum, die das Stadtbild von Hyvinkää dominieren, repräsentieren den Betonbau der 1960er Jahre auf der Suche nach neuen Formen und gehören zu der Auswahl von Meisterwerken der modernen finnischen Architektur der Organisation Docomomo International.
Die Form der Kirche, die sich auf einem parkähnlichen Grundstück im Stadtzentrum befindet und die außergewöhnlich starke Erhebung betont, wurde durch die Verwendung zweier tetraederförmiger Körper mit unterschiedlichem Volumen erreicht, die einander gegenüber angeordnet wurden. Der größere beinhaltet das eigentliche Kirchenschiff, der kleinere die Eingangshalle mit Kleider- und Garderobenständern.
Die Grundform des Gemeindesaals ist ein Dreieck, aus dem der Rumpfteil in Form einer rechteckigen Falte herausragt. Der dominierende Teil ist das zeltförmige, fast geschlossene Kirchenschiff. Tageslicht fällt nur durch das große, hoch gelegene Glasfenster auf der Eingangsseite und das hohe Fenster neben dem Altar ein. Der Orgelprospekt und der Chorraum sind auf der rechten Seite angeordnet. Der Gemeindesaal, der mit dem Kirchenschiff verbunden werden kann, befindet sich im zweiten Stock über der Eingangshalle. Das Innere der Kirche und die einfache, massive und dunkel gefärbte Einrichtung wurden von dem Innenarchitekten Antti Nurmesniemi entworfen. Das Wandgemälde in der Eingangshalle wurde von dem Maler Jaakko Somersalo und die Abendmahlsutensilien von Bertel Gardberg entworfen.
Das mit der Kirche verbundene Zentrum der Gemeindearbeit, das Gemeinderäume, eine kleine Kapelle, Verwaltungsräume und Wohnungen umfasst, wurde niedrig gehalten und einfach gemauert. Es schließt den Friedhof ab. Ein kleiner Glockenturm erhebt sich etwas abseits der Kirche neben dem Gebäude.
Die Kirche und ihr Gemeindezentrum wurden von der finnischen Museovirasto als „gebaute Kulturstätten von nationalem Interesse“ eingestuft.

## Geschichte
Die Arbeiten am Projekt der Hyvinkää-Kirche begannen 1955, als der Gemeinde das Grundstück für die Baustelle geschenkt wurde. Beim Architektenwettbewerb gewann der Vorschlag des Architekten Aarno Ruusuvuori im Frühling des Jahres 1958 den ersten Preis. Der Bau der Kirche begann im Herbst 1959, und die Kirche wurde im Januar 1961 geweiht. Seitdem waren die wichtigsten Reparaturen an der Kirche die Erneuerung der Dachbleche, der Wärme- und Feuchtigkeitsisolierung und die Verbesserung der Akustik in der zweiten Hälfte der 1980er Jahre.

## Galerie

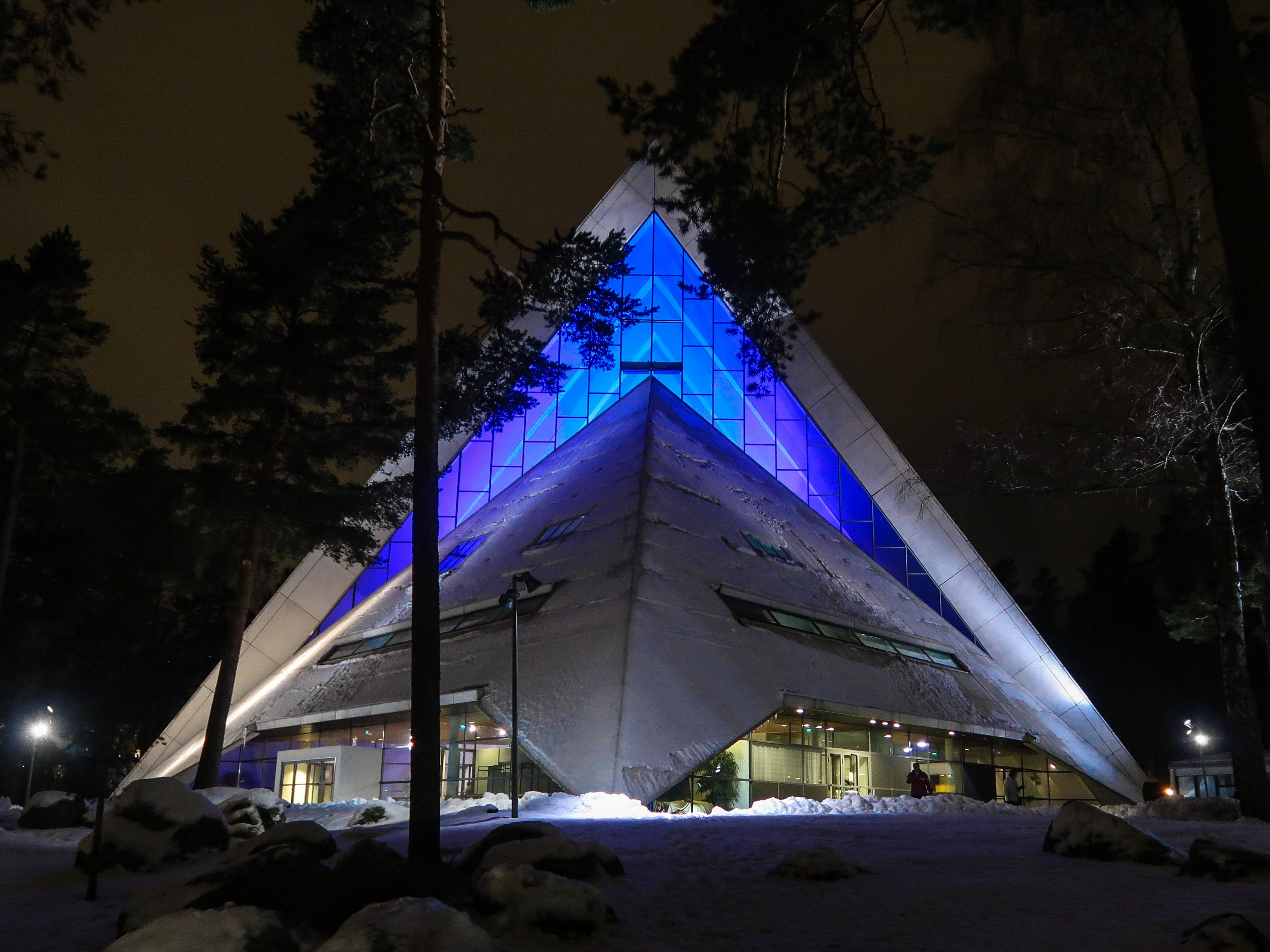
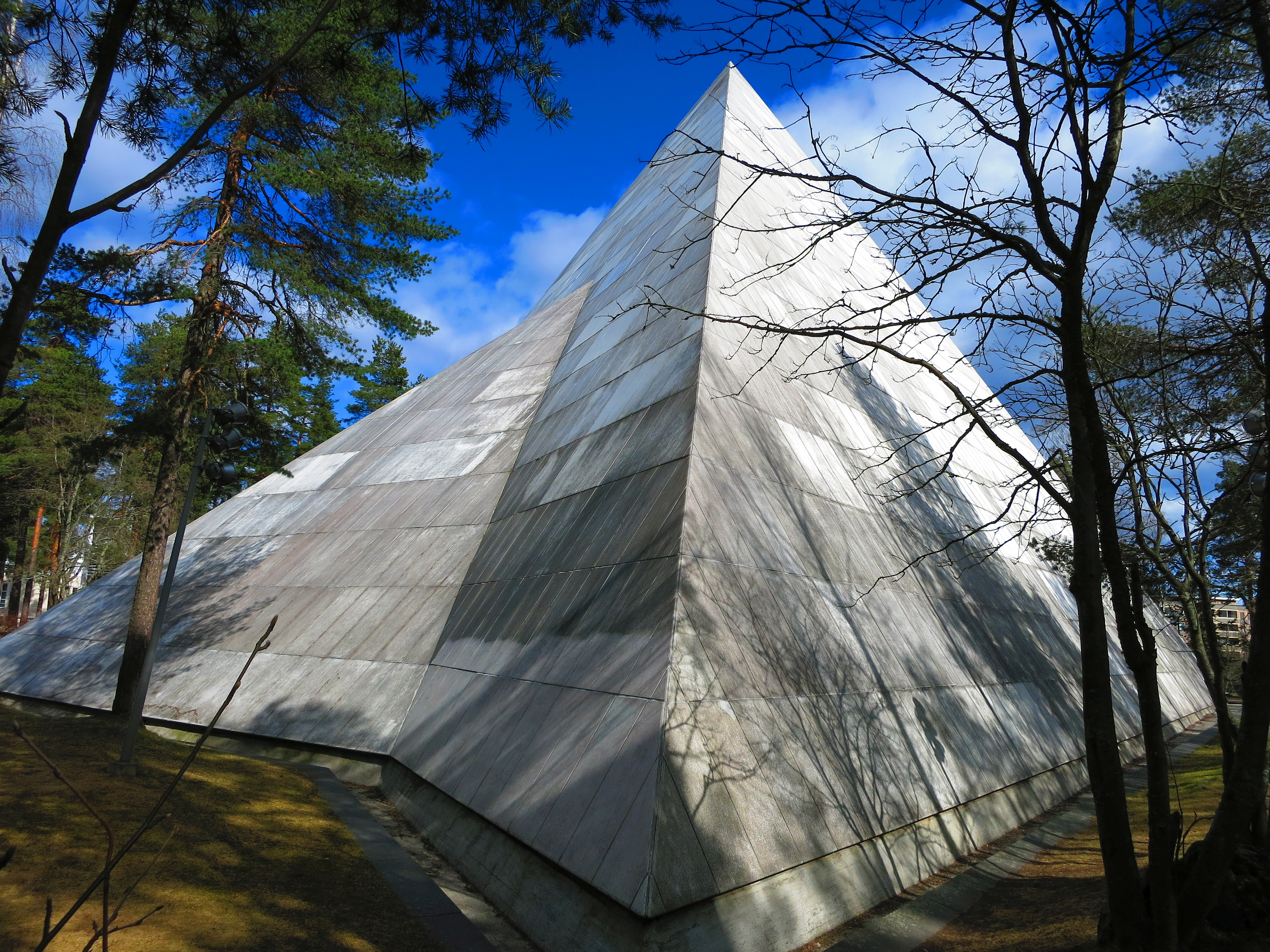
Blick auf die Nordseite der Kirche
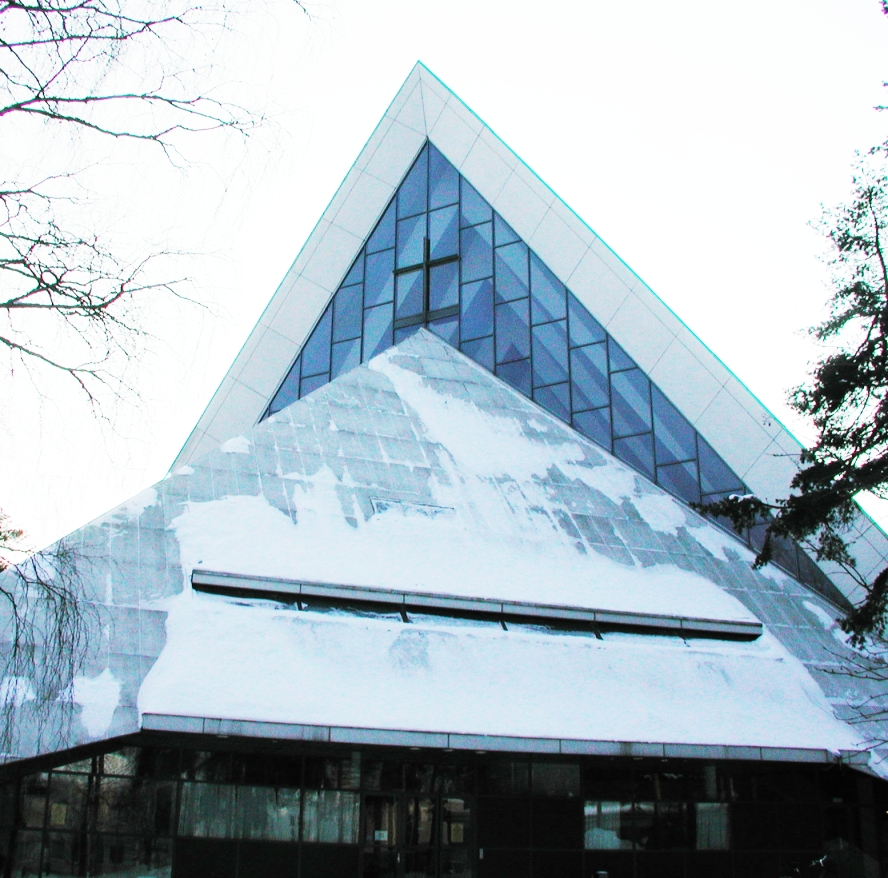
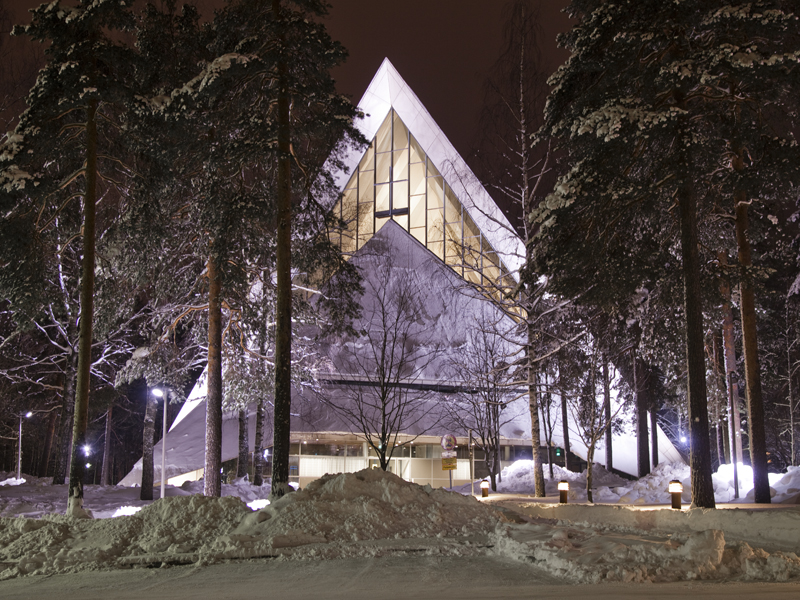
Die beleuchtete Fensterfront

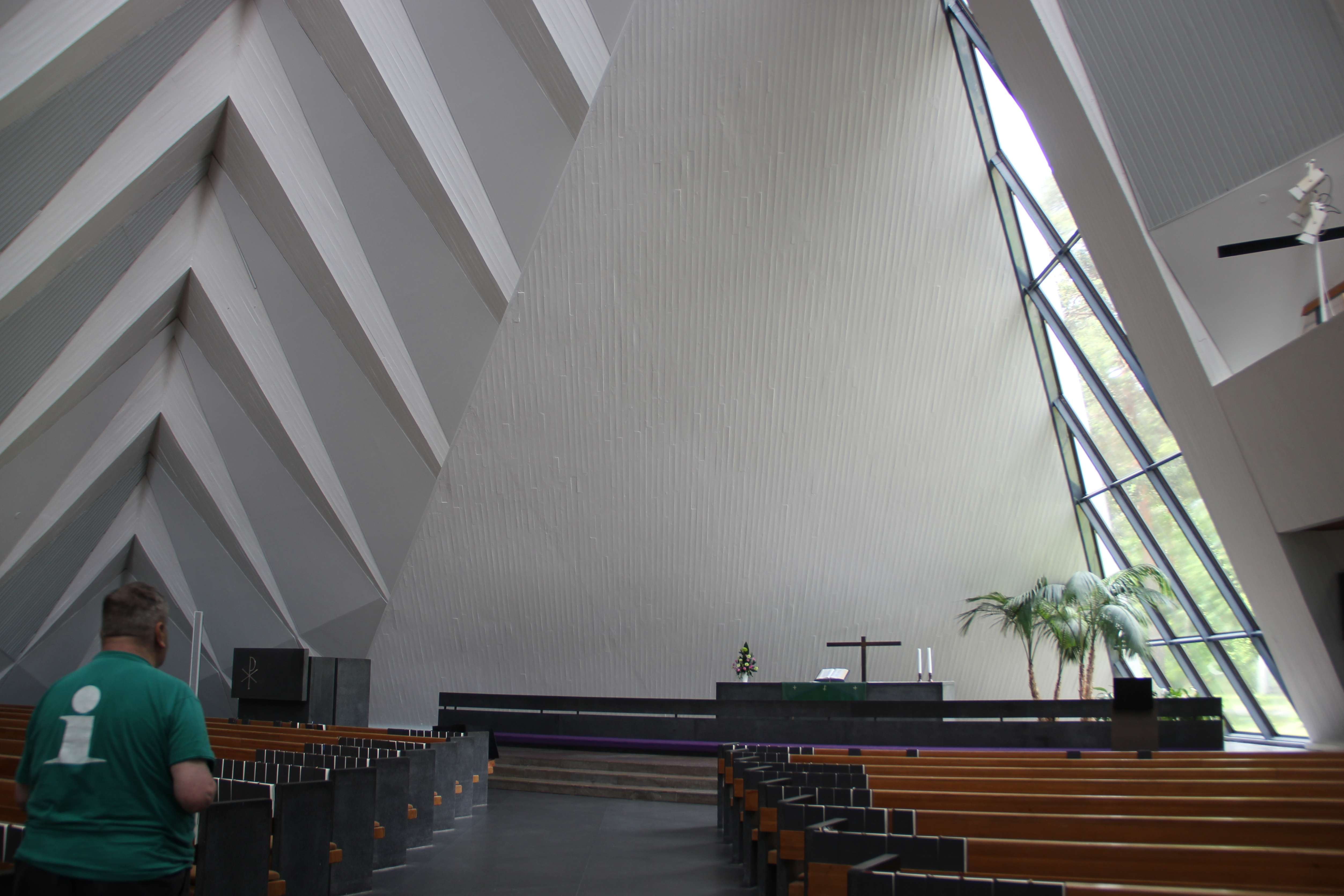
Blick auf das Kirchenschiff
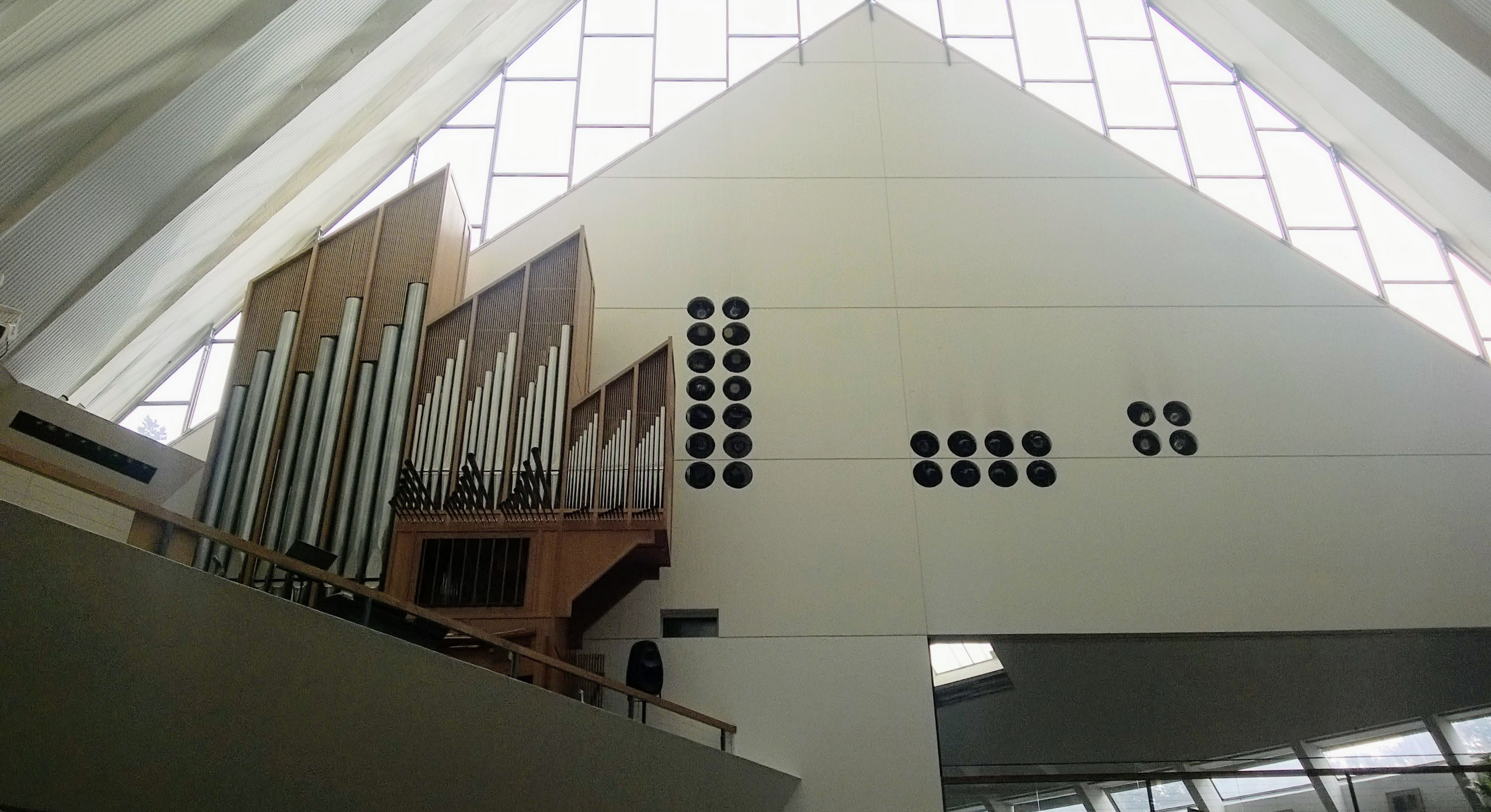
Die Orgel
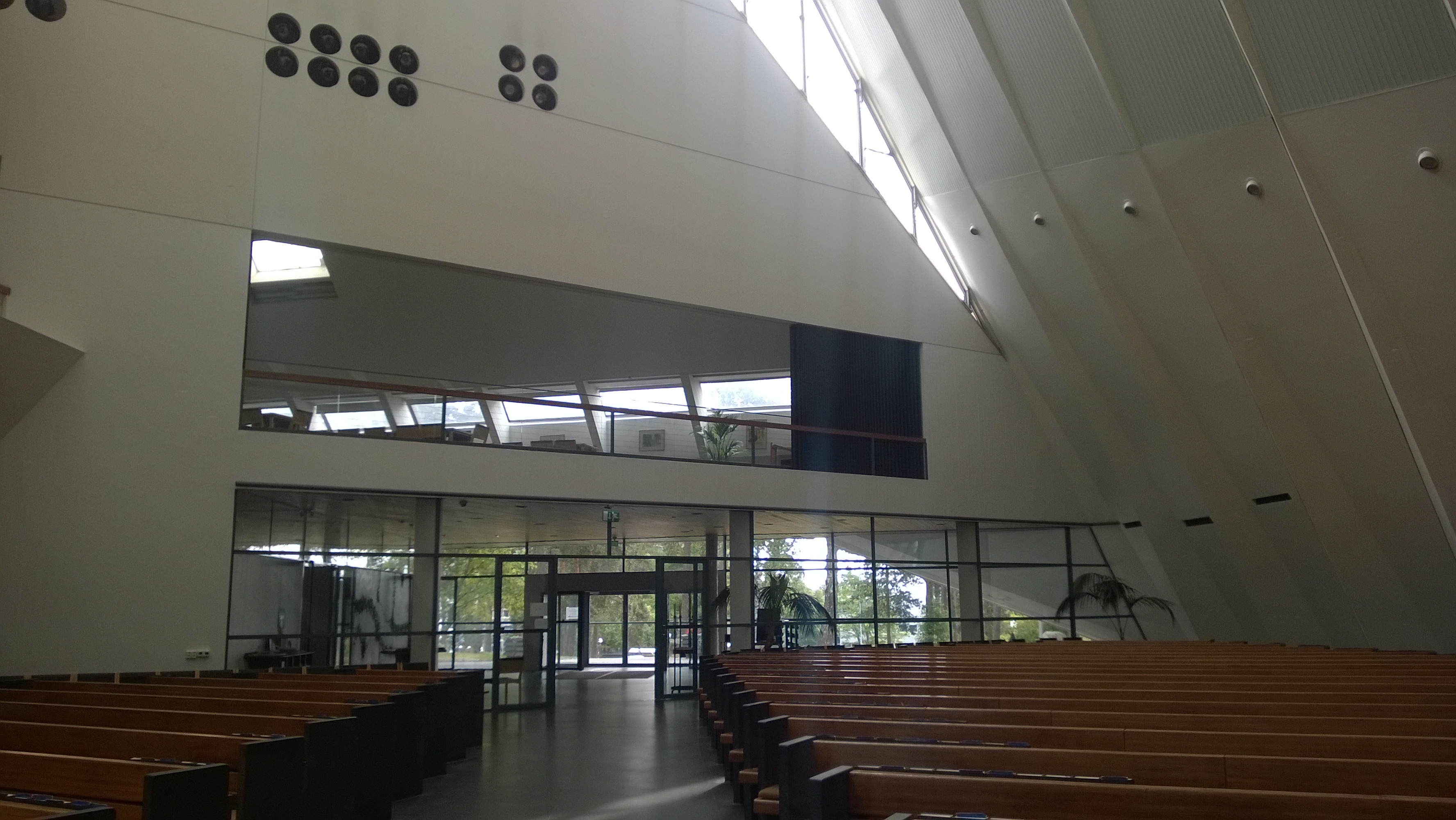